# Пролептический календарь
Пролептический (предваряющий) календарь (от др.-греч. πρόληψις «предвосхищение») — календарь, который применяется к датам до его введения. Например, для обозначения всех дат до нашей эры чаще всего используется юлианский календарь, введённый только с 1 января 45 года до н. э. — следовательно, более ранние даты обозначаются по пролептическому юлианскому календарю.